# Jocko Sims

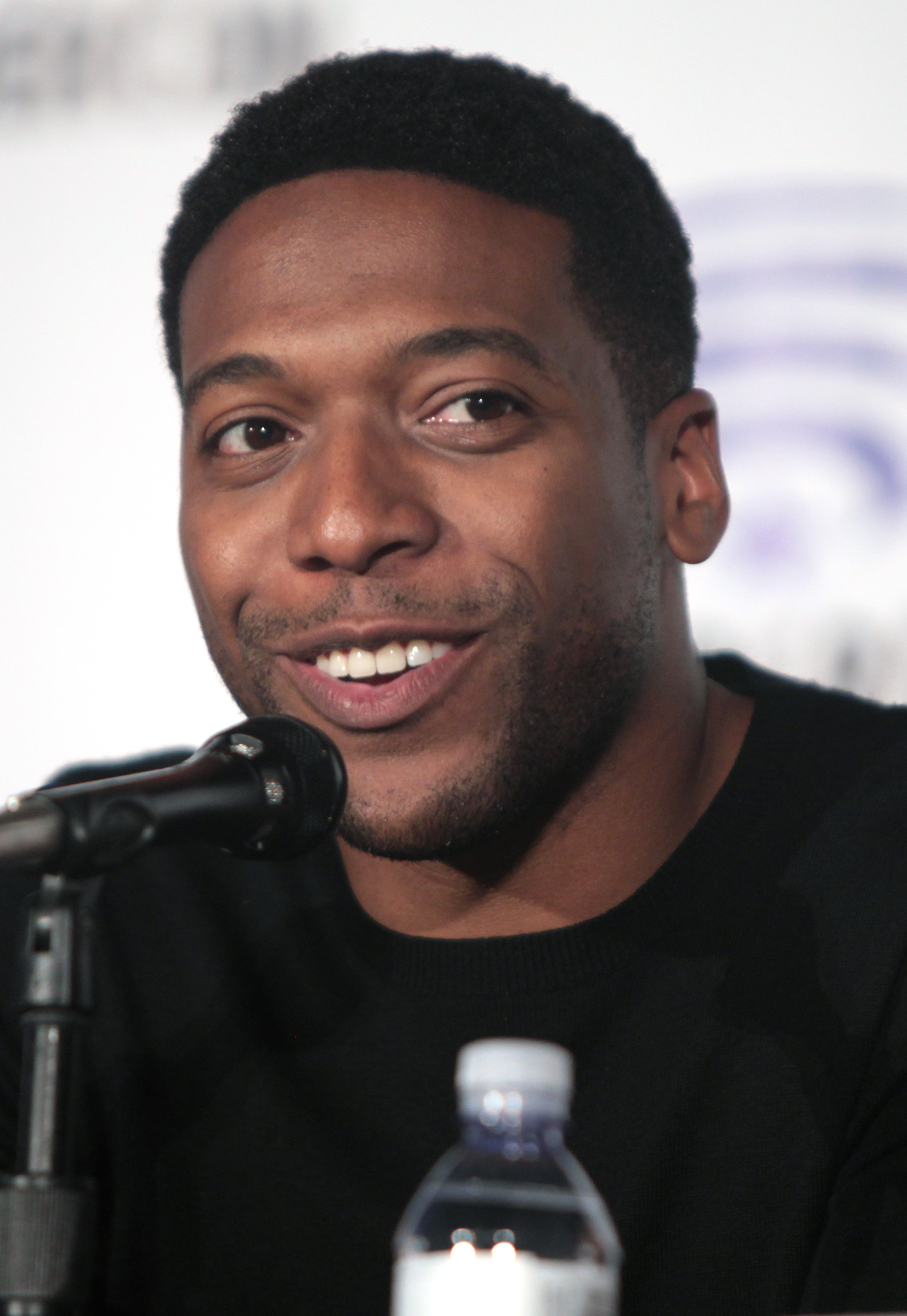
Jocko Sims

Jocko Sims (* 20. Februar 1981 in San Antonio, Texas) ist ein US-amerikanischer Schauspieler und Produzent.

## Leben und Karriere
Jocko Sims besuchte die University of California, Los Angeles, die er 2004 abschloss.
Sims ist seit 2003 als Schauspieler aktiv. Er hatte zunächst einige Gastrollen in US-Serien, wie Cold Case – Kein Opfer ist je vergessen, The Shield – Gesetz der Gewalt, New York Cops – NYPD Blue, CSI: Vegas, Private Practice oder Grey’s Anatomy. Von 2008 bis 2009 spielte er die Rolle des Anthony Adams in der Serie L.A. Crash.
Weitere Serienauftritte folgten mit Bones – Die Knochenjägerin, Criminal Minds, Navy CIS und Castle. 2014 wirkte er in der zweiten Staffel der Serie Masters of Sex mit und spielte die Rolle des Funkers Werner im Science-Fiction-Film Planet der Affen: Revolution.
Von 2014 bis 2018 spielte  Sims die Rolle des Lt. Carlton Burk in der Serie The Last Ship. Seit 2013 läuft zudem die von ihm mitproduzierte Talk-Show Apollo Night LA, bei der er, bis auf wenige Ausnahmen, bei allen Folgen die Regie leitet. 2018 wurde er in der Rolle des Dr. Floyd Reynolds in der Krankenhausserie New Amsterdam besetzt.

## Filmografie (Auswahl)
- 2003: 10-8: Officers on Duty (Fernsehserie, Episode 1x11)
- 2004: Cold Case – Kein Opfer ist je vergessen (Cold Case, Fernsehserie, Episode 1x16)
- 2004: Rock Me, Baby (Fernsehserie, Episode 1x18)
- 2004: The Shield – Gesetz der Gewalt (The Shield, Fernsehserie, Episode 3x10)
- 2004: New York Cops – NYPD Blue (NYPD Blue, Fernsehserie, Episode 12x03)
- 2005: Jarhead – Willkommen im Dreck (Jarhead)
- 2006: CSI: Vegas (CSI: Crime Scene Investigation, Fernsehserie, Episode 6x22)
- 2006: Dreamgirls
- 2007: Private Practice (Fernsehserie, Episode 1x09)
- 2008: Something is Killing Tate
- 2008–2009: L.A. Crash (Crash, Fernsehserie, 26 Episoden)
- 2009: Lincoln Heights (Fernsehserie, Episode 4x03)
- 2009: Grey’s Anatomy (Fernsehserie, Episode 6x04)
- 2010: Bones – Die Knochenjägerin (Bones, Fernsehserie, Episode 5x14)
- 2010: Criminal Minds (Fernsehserie, Episode 6x06)
- 2011: Detroit 1-8-7 (Fernsehserie, Episode 1x14)
- 2012: Navy CIS (NCIS, Fernsehserie, Episode 9x19)
- 2012: Covert Affairs (Fernsehserie, Episode 3x15)
- 2013: Castle (Fernsehserie, 2 Episoden)
- 2014: Planet der Affen: Revolution (Dawn of the Planet of the Apes)
- 2014: Masters of Sex (Fernsehserie, 7 Episoden)
- 2014–2018: The Last Ship (Fernsehserie)
- 2015: Petting Zoo
- 2016: The Sweet Life
- 2016: MacGyver (Fernsehserie, Episode 1x02)
- 2017: I’m Dying Up Here  (Fernsehserie, Episode 1x05)
- 2018: Atlanta Medical (Fernsehserie, 2 Episoden)
- 2018: Beyond White Space – Dunkle Gefahr (Beyond White Space)
- 2018–2023: New Amsterdam (Fernsehserie)
- 2024: High Potential - FBI-Agent Ronnie Oliver (Fernsehserie, 1x12)